# Петар Поп Арсов
Петар Поп Арсов (Богомила, 14. август 1868 — 1. јануар 1941, Костенц) био је македонски револуционар, један од оснивача организације ТМОРО. Аутор је првог Устава и познате публикације „Стамболовштината в Македонија и нејните представители”.
Рођен је у побожној фамилији, отац је био православни свештеник. Залагао се за већу заступљеност македонских дијалеката код лекторисања књига. Зато је искључен из школе у Солуну заједно са 38 студената, који су се залагали за исто. Студије филологије је наставио у Београду 1888. али је био због поновног супростављања, овога пута се није сложио српском политиком, искључен 1890.

## Македонски литерарни покрет
Петар Поп Арсов је 1891. један од оснивача „Младое Македонске литерарног савеза“, који је установљен у Софији. При томе почну издавати часопис Лоза (Вино). Намена часописа је била одбрана македонског дијалекта и већа презентација њих у Бугарској. Чланци су били углавном културни, етнографски и историјски. Након неколико издања часописа бугарска влада је забранила нови тираж због „нелојалности“ према бугарским властима.

## Оснивање ТМОРа
Крајем 1893. учесник је новоустановљене организације БМОРК у Солуну. 1897. хапсе га Османлије под оптужбом, да спремају устанак и осуђен је на 101 годину затвора. Ослобођен је из затвора у августу 1902. За време Илинденског устанка играо је пасивну улогу и није имао веће учешће. Након угушења устанка именован је за представника ВМРОа на Рилском конгресу у Бугарској. Залагао се за аутономну Македонију због чега је био хапшен од стране Бугара.
Након Првог балканског рата залагао се за решење македонског питања на посебној мировној конференцији али је ово питање решено на начин утврђен Букурештанским споразумом 1913.
Престао је да се бави политичком активношћу 1920. године. Умро је од последица болести у Софији 1. јануара 1941.